# Pachyosteus
Pachyosteus – rodzaj ryby pancernej z grupy zawiasowców (Arthrodira). Żyła w późnym dewonie na terenie dzisiejszej Europy. Rodzaj Pachyosteus oraz jego gatunek typowy, P. bulla, zostały nazwane w 1903 roku przez niemieckiego paleontologa Otto Jaekela. Prawdopodobnie jest formą bardziej bazalną niż Dunkleosteus, Heintzichthys i Malerosteus, na co wskazuje budowa kości przyklinowej. Oczodół mierzył około 5 cm średnicy i był ograniczony czterema kośćmi. Tarcza głowowa jest szeroka i silnie wypukła. Skamieniałości ryb z rodzaju Pachyosteus odnaleziono w datowanych na fran osadach na terenie Nadrenii oraz fameńskich warstwach w Górach Świętokrzyskich. Sepkoski w 2002 zaklasyfikował Pachyosteus do grupy Arthrodira.